# Polsko-Amerykańska Fundacja Wolności
Polsko-Amerykańska Fundacja Wolności (ang. Polish-American Freedom Foundation) – organizacja pozarządowa działająca od roku 2000. Założona została przez Polsko-Amerykański Fundusz Przedsiębiorczości w celu utrwalania efektów transformacji w Polsce oraz wykorzystania polskich doświadczeń w krajach byłego bloku wschodniego. Finansuje programy realizowane przez inne organizacje pozarządowe, jak np. Program stypendialny im. Lane'a Kirklanda, Program Równać Szanse, Program RITA – Przemiany w regionie, Program Działaj Lokalnie czy też Lokalne Partnerstwa.
Za swoją działalność została wyróżniona m.in. tytułem „Organizacja Pozarządowa Roku” 2008 Forum Ekonomicznego oraz Nagrodą Wolności (przez Atlantic Council) w 2014 roku.
Obecnie (od 2000) fundacją kieruje prezes Jerzy Koźmiński, a przewodniczącym Rady Dyrektorów jest Andrew Nagorski. W Radzie Dyrektorów zasiadają ze strony polskiej m.in. Anna Fornalczyk i Krzysztof Pawłowski. Dyrektorami programowymi są: Radosław Jasiński, Marianna Hajdukiewicz i Joanna Lempart.
Fundacja prowadzi również programy w obszarze edukacji i rozwoju społeczności lokalnych.